# Franciszek Szałach
Franciszek Adam Szałach (ur. 24 grudnia 1932 w Beszowej) – polski nauczyciel i polityk, poseł na Sejm PRL II i III kadencji.

## Życiorys
Syn Wincentego i Antoniny. Uzyskał wykształcenie wyższe na Uniwersytecie Mikołaja Kopernika w Toruniu na kierunku filologia polska. Należał do Związku Młodzieży Polskiej, Związku Młodzieży Socjalistycznej i Zrzeszenia Studentów Polskich. W 1961 został I sekretarzem Komitetu Wojewódzkiego ZMS w Bydgoszczy. W 1955 wstąpił do Polskiej Zjednoczonej Partii Robotniczej, pełnił funkcje II sekretarza Komitetu Uczelnianego PZPR UMK (od 1957), a także członka egzekutywy Komitetu Wojewódzkiego PZPR w Bydgoszczy (od 1959). W 1957 i 1961 uzyskiwał mandat posła na Sejm PRL II i III kadencji kolejno z okręgu Toruń. Dwukrotnie pełnił funkcję sekretarza Sejmu, pracował w Komisji Handlu Zagranicznego i Komisji Pracy i Spraw Socjalnych (II kadencja) oraz w Komisji Wymiaru Sprawiedliwości (III kadencja).